# Metrical Dindshenchas
A Metrical Dindshenchas, vagy más néven a Tájak tanai az ír bárdi költészet talán legjelentősebb fennmaradt alkotása. Összesen kb. 176 versben foglalja össze az ír vidék fontosabb tájainak nevéről szóló legendákat.
Két különböző recenziója ismert. Az elsőt Leinsteri könyv (egy XII. századi kézirat tartalmazza teljes egészében, de más kéziratokban is fennmaradtak egyes részei. A szöveget láthatóan több különböző vidéki forrásból állították össze, a legrégebbi versek pedig legalább a XI. századból eredhetnek.
A második recenzió tizenhárom különböző kéziratban maradt fenn többé-kevésbé épen, leginkább a XIV. és a XV. század környékéről. Ebben a változatban számos olyan vers is szerepel, amelyeket már a Leinster-féle gyűjtemény összeállítása után költöttek; elképzelhető, hogy ezeket a gyűjtő fűzte hozzá az összeállításhoz a teljesség kedvéért. Mivel a versekben említett névadási legendák jelentős hányada mitológiai lények cselekedeteivel áll összefüggésben, a Metrical Dindschenchas fontos forrásanyag az ír mitológia kutatásához.

## Miért fontos a Metrical Dindshenchas?
A helyi tájak vélt vagy valós történetének ismerete kiemelt fontossággal bírt az ősi Írország elitjének oktatásában. A helyismeret kiemelt fontossággal bírt a katonaság számára, így az ő képzésüknek is része volt – éppúgy, ahogy hivatásukhoz illően a bárdoktól is elvárták, hogy legyen egy daluk a helynevek eredetéről. Ennek megfelelően az idők során a Dindschenchas-t valószínűleg magába olvasztotta számos vidéki iskola saját környezetét bemutató szövegeit is. A versek mellett mindkét recenzió tartalmaz egy hiányos prózai kommentárt is, amit Prose Dindshenchas-ként említenek.
Részletes elemzéssel kimutatták , hogy a történetek nagyobbik része egészen a kereszténység előtti időkből ered; erre utal az is, hogy számos olyan helynevet is megemlítenek, amelyeket már az V. században sem használtak (ekkor jelentek meg Írországban jelentősebb mennyiségben az írásos feljegyzések).

## Külső hivatkozások
- Néhány vers angol fordításban
- Első online kötet a CELT-nél (eredeti ír szöveg)
- Első online kötet a CELT-nél (angol fordítás)
- Második online kötet a CELT-nél (eredeti ír szöveg)
- Második online kötet a CELT-nél (angol fordítás)
- Harmadik online kötet a CELT-nél (eredeti ír szöveg)
- Harmadik online kötet a CELT-nél (angol fordítás)
- Negyedik online kötet a CELT-nél (eredeti ír szöveg)
- Negyedik online kötet a CELT-nél (angol fordítás)